# 特里托彭山
67°59′S 62°29′E / 67.983°S 62.483°E
特里托彭山（英語：Mount Tritoppen）是南極洲的山峰，位於麥克羅伯特森地，屬於弗拉姆山脈中大衛山脈的一部分，處於霍登山以南6公里，海拔高度1,350米，由挪威製圖師根據該國探險隊的空中照片繪入地圖。